# Gmina Lemvig
Gmina Lemvig (duń. Lemvig Kommune) – gmina w Danii w regionie Jutlandia Środkowa.
Gmina powstała 1 stycznia 2007 roku na mocy reformy administracyjnej z połączenia poprzedniej gminy Lemvig i gminy Thyborøn-Harboøre.
Siedzibą władz gminy jest miasto Lemvig.